# Ceilán en los Juegos Olímpicos de Melbourne 1956
Ceilán (actualmente Sri Lanka) estuvo representado en los Juegos Olímpicos de Melbourne 1956 por tres deportistas masculinos que compitieron en dos deportes.
El equipo olímpico no obtuvo ninguna medalla en estos Juegos.